# 久保玲奈
久保 玲奈（くぼ れいな、Reina Kubo、1999年10月28日 - ）は、日本の歌手、ダンサー。元4人組女性ダンス&ボーカルユニット「Prizmmy☆」リーダー、元chibikkoAAAメンバー、元「EXPG lab vocal」のメンバー。埼玉県出身。

## 来歴
ダンスを3才から始める。小学生になるとダンススクールに通った。エイベックス・ダンスマスター出身で、チビッコAAAのメンバーとしてAAAのライブ「AAA TOUR 2009−A depArture pArty−」などに出演した。
2011年4月から2012年3月までテレビ東京系6局とBSジャパン（現：BSテレビ東京）で放映されていたテレビアニメ『プリティーリズム・オーロラドリーム』の第1クール - 第3クール（実写パート）に「プリズムメイツ」として出演。キッズファッションブランド「RONI」とavex Dance Masterが提携したチーム「RONI GIRLS」3期生。雑誌『ダンス・スタイル・キッズ』1期生。
日下部美愛（みあ）、久保玲奈（れいな）、髙橋果鈴（かりん）の3人に瀬間彩海（あやみ）を加えた4人でPrizmmy☆を結成。2012年1月に活動を開始し、同年3月16日にシングル「Everybody's Gonna Be Happy」でavex entertainmentよりCDデビューを果たした。同年4月7日より『プリティーリズム・ディアマイフューチャー』の実写パート「プリティーリズムSTUDIO」に出演。2015年8月1日、2日、東京・お台場で開催された日本最大のアイドルフェス「TOKYO IDOL FESTIVAL 2015」では圧倒的アカペラコーラスを披露した。
2016年5月21日、DigitaReal Lab Launch Partyで、Prizmmy☆の新企画「DigitaReal Lab」がスタート。個性と経験豊かなクリエイター陣6組（michitomo、EBIZ、一、MC KENSAKU、アニラボ.、岸田メル）とコラボレーション。同年12月9日、showroom、Prizmmy☆・プリズム☆メイツ特別配信にて2017年3月31日をもって、Prizmmy☆・プリズム☆メイツの活動終了を発表。2017年3月30日、新宿ReNYにてPrizmmy☆&プリズム☆メイツ ラストライブ『Hello My Future』開催し、翌日にグループ活動終了した。
2017年4月29日放送、テレビ朝日『関ジャニ∞のTheモーツァルト 音楽王No.1決定戦』カラオケ王No.1決定戦に出場。
同年12月3日放送『今夜、誕生!音楽チャンプ』第1回「中高生制服チャンプ」に出場。
2018年7月11日放送『THEカラオケ★バトルU-18』大学生歌うま王決定戦に出場（大学1年時）。予選Aブロックでは「LA・LA・LA LOVE SONG」（久保田利伸 with ナオミ・キャンベル）で99.509点を獲得。決勝では「I LOVE YOU」（クリス・ハート）を歌唱し、準優勝となった。
同年12月、LDH The Girls Auditionに合格後、「EXPG lab」vocalのメンバーに加わる。
2021年2月3日、SEGA SAMMY LUXのオリジナル楽曲「LUX 107.7 POWERMIX」と「Lose Control」に歌唱で参加。
2021年、韓国の女性アイドルグループオーディション番組『Girls Planet 999（略称、ガルプラ）』（日本ではABEMAが独占配信）に参加。
同年8月13日、地域ごとでユニットであるJグループ（日本）として、安藤梨花、沖楓花、坂本志穂菜と4名で登場し、歌声を披露した。第2回順位発表で脱落し、kep1erのメンバーには選ばれなかった。
同年11月20日、“令和teen”のためのガールズフェスタ『TGC teen 2021 Winter』に、比屋定和、桑原彩菜、藤本彩花、山内若杏名とともにランウェイに登場した。
2022年8月11日、大阪・Zepp Osaka Bayside開催 “令和 teen” のためのガールズフェスタ「TGC teen 2022 Osaka」に折田涼夏と出演。
同年12月29日、新宿FACEにて「K-POPダンスイベント K-LAND」にゲストとして菅野美優と出演。バックダンサーと共にK-POPダンスメドレーの特別ステージを行ったほか、番組出演時の裏話なども披露した。

## 人物
- Prizmmy☆活動時、趣味はダンスと歌。特技は水泳、ピアノ。得意な教科は英語、音楽、体育。苦手な教科は理科だった。
- 血液型はO型。身長160cm。
- 2023年3月、駒澤大学グローバル・メディア・スタディーズ学部を卒業。本来2022年卒組だが、Girls Planet 999参加のため1年間休学していた[17]。
- 同じGirls Planet 999参加者である川口ゆりなとは高校の同級生である。

## ディスコグラフィ
- Prizmmy☆の作品は「Prizmmy☆#ディスコグラフィ」を参照
- ボーカル参加 : ダンスチーム「SEGA SAMMY LUX」配信限定シングル 2曲（収録アルバム『D.LEAGUE 20 -21 SEASON - TEAM SELECTION』）
  - 「LUX 107.7 POWERMIX」2021年1月11日
  - 「Lose Control」2021年1月25日